# Нарві (супутник)
Нарві, також Сатурн XXXI (лат. Narvi, давньоскан. Narfi) — 45-й за віддаленістю від планети природний супутник Сатурна. Відкритий у 2003 році групою астрономів на чолі зі Скоттом Шеппардом і отримав попереднє позначення S/2003 S 1.
Нарві має діаметр бл. 6,6 км, обертається на середній відстані 19,371 млн км від Сатурна з періодом 1006,541 доби. Нахил орбіти — 109° до екватора Сатурна, ексцентриситет орбіти — 0,320.
Назву супутник отримав у січні 2005 року. У скандинавській міфології Нарві (також відомий як Нарфі, Нарі) — велетень-йотун, син Локі і Сіґюн, був убитий братом Валі.
Нарві належить до скандинавської групи нерегулярних супутників Сатурна. Супутники Нарві й Бестла утворюють підгрупу Нарві.

## Корисні посилання
- Робоча група з номенклатури планет [Архівовано 13 лютого 2013 у WebCite](англ.)
- Електронний циркуляр ЦМП № 2003-G39: S/2003 S 1 [Архівовано 6 вересня 2008 у Wayback Machine.](англ.)